# I Liceum Ogólnokształcące im. Józefa Ignacego Kraszewskiego w Białej Podlaskiej
I Liceum Ogólnokształcące im. Józefa Ignacego Kraszewskiego w Białej Podlaskiej (dawniej Akademia Bialska) – placówka oświatowa działająca od 1628 roku.

## Znani absolwenci i wychowankowie oraz osoby bezpośrednio związane z liceum
- Julian Bartoszewicz (historyk polski)
- Antoni Brykczyński (duchowny, historyk sztuki, bibliograf)
- Stanisław Brzóska (duchowny rzymskokatolicki, generał i naczelny kapelan powstania styczniowego)
- Jan Gawiński (polski poeta barokowy)
- Bogusław Kaczyński (dziennikarz, publicysta i krytyk muzyczny)
- Roman Kłosowski (aktor filmowy i teatralny)
- Wacław Kowalski (aktor filmowy i teatralny)
- Stefan Łochtin (dziennikarz)
- Ludwik Maciąg (malarz)
- Kazimierz Misiejuk (dyr. naczelny PLO, konsul)
- Witold Mikołajczuk (muzyk)
- Czesław Nowicki (wieloletni prezenter prognozy pogody w Telewizji Polskiej)
- Ewa Pełka (malarka)
- Marceli Porowski (samorządowiec polski, działacz konspiracyjny, trzydziesty pierwszy prezydent Warszawy)
- Roman Rogiński (jeden z dowódców powstania styczniowego, zesłaniec syberyjski)
- Zbigniew Safjan (scenarzysta, pisarz i dziennikarz)
- Piotr Sawczuk (biskup diecezji drohiczyńskiej)
- Krzysztof Skubiszewski (polityk, profesor, minister spraw zagranicznych w latach 1989–1993)
- Franciszek Wężyk (pisarz, członek Towarzystwa Przyjaciół Nauk, prezes Towarzystwa Naukowego Krakowskiego, poseł na Sejm Księstwa Warszawskiego i Królestwa Kongresowego, senator)
- Roman Zmorski (poeta, tłumacz i folklorysta epoki romantyzmu, najwybitniejszy przedstawiciel tzw. Cyganerii Warszawskiej)